# Coccomyces triseptatus
Coccomyces triseptatus är en svampart som beskrevs av Spooner 1990. Coccomyces triseptatus ingår i släktet Coccomyces och familjen Rhytismataceae.   Inga underarter finns listade i Catalogue of Life.